# Бенасаль
Бенасаль, Бенасал (ісп. Benasal (офіційна назва), валенс. Benassal) — муніципалітет в Іспанії, у складі автономної спільноти Валенсія, у провінції Кастельйон. Населення — 1297 осіб (2010).

## Географія
Муніципалітет розташований на відстані близько 300 км на схід від Мадрида, 44 км на північ від міста Кастельйон-де-ла-Плана.
На території муніципалітету розташовані такі населені пункти: (дані про населення за 2010 рік)
- Бенасаль: 1270 осіб
- Фуенте-ен-Сегурес: 27 осіб

## Демографія
Динаміка населення (INE ):

## Галерея зображень

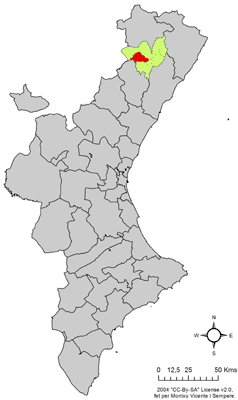
Розташування муніципалітету Бенасаль у автономній спільноті Валенсія
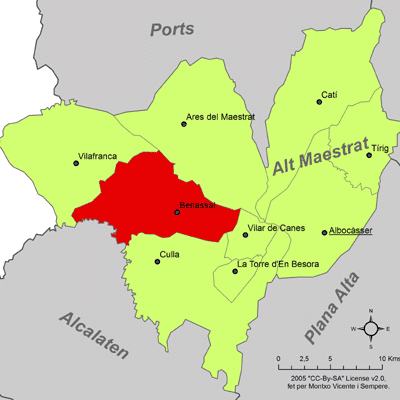
Розташування муніципалітету Бенасаль у комарці Альто-Маестрасго